# Cyptodon muelleri
Cyptodon muelleri är en bladmossart som beskrevs av Fleischer 1914. Cyptodon muelleri ingår i släktet Cyptodon och familjen Cryphaeaceae. Inga underarter finns listade i Catalogue of Life.